# Kike (1989)
Enrique García Martínez (Motilla del Palancar, 25 de novembro de 1989), mais conhecido como Kike García ou simplesmente Kike, é um futebolista profissional espanhol que atua como atacante.

## Carreira
Kike começou a carreira no Real Murcia.